# Aux portes du destin
Aux portes du destin (Acceptance) est un téléfilm américain réalisé par Sanaa Hamri, diffusé le 22 août 2009 sur Lifetime.

## Synopsis
Poussée par sa mère, une jeune étudiante hésite au moment de choisir sa future université.

## Fiche technique
- Titre original : Acceptance
- Réalisation : Sanaa Hamri
- Scénario  : Suzette Couture, d'après un roman de Susan Coll
- Montage : Tod Feuerman
- Musique : Alan Derian et Richard Marvin
- Photographie : Anthony B. Richmond et Frank Byers
- Casting : Susan Paley Abramson
- Casting figuration : Ryan Glorioso
- Décor : Bradford Johnson
- Costume : Caroline Marx
- Accessoires : Andy Wert
- Maquillage : Rose Librizzi-Davis
- Coiffure : Marcos Gonzales
- Durée : 95 minutes

## Distribution
- Mae Whitman (VF : Karine Foviau) : Taylor Rockefeller[2]
- Joan Cusack (VF : Caroline Beaune) : Nina Rockefeller[2]
- Mark Moses (VF : Luc Bernard) : Wilson Rockefeller
- Deepti Daryanani (en) : Maya
- Jonathan Keltz : Harry Burton
- Mike Pniewski : Basil Dickerson
- Kiersten Warren (VF : Natacha Muller) : Grace
- Robert Pralgo (en) (VF : Jérôme Keen) : Ari
- K.T. Thangavelu : Rita
- Tiger Sheu : Mike Lee
- Mike Pniewski : Basil Dickerson
- Charles Van Eman : George
- Bill Murphey : Ray
- Mark Oliver (es) : le principal
- Leland L. Jones (en) : docteur Zimmer
- Ajay Mehta (en) (VF : Olivier Destrez) : Joe Kaluantharana
- Jasmine Burke (en) (VF : Geneviève Doang) : Lily
- Lizna Shah : Kyala